# Nicole Agnelli
Nicole Agnelli (* 25. Februar 1992 in Sondrio) ist eine italienische Skirennläuferin. Sie ist auf die Disziplinen Riesenslalom und Slalom spezialisiert.

## Biografie
Agnelli stammt aus Caspoggio im Veltlin. Im Alter von 15 Jahren nahm sie ab November 2007 an FIS-Rennen teil. Ihr Debüt im Europacup hatte sie im Januar 2010 in Caspoggio. Verletzungsbedingt fiel die gesamte Saison 2010/11 aus. Im Februar 2012 fuhr sie im Europacup erstmals in die Punkteränge. Einen Monat später gewann sie bei den Juniorenweltmeisterschaften 2012 in Roccaraso die Silbermedaille im Mannschaftswettbewerb. Im Dezember 2012 gelang ihr der erste Sieg in einem FIS-Rennen, im März 2013 wurde sie italienische Slalom-Juniorenmeisterin.
Am 22. November 2013 erzielte Agnelli mit Platz 3 im Riesenslalom von Levi erstmals eine Europacup-Podestplatzierung. Vier Wochen später, am 17. Dezember 2013, folgte ihr erster Einsatz im Weltcup; dabei schied sie im Slalom von Courchevel aus. Im Verlaufe der Saison 2013/14 gelangen ihr vier weitere Europacup-Podestplätze in der Disziplin Riesenslalom, darunter ein Sieg am 14. März 2014 in Soldeu. Dadurch belegte sie in der Disziplinenwertung den zweiten Platz. Ihre ersten Weltcuppunkte gewann Agnelli am 7. März 2014 mit Platz 21 beim Riesenslalom von Åre. Ihr bisher bestes Weltcupergebnis ist der 17. Platz im Riesenslalom von Kühtai am 28. Dezember 2014.

## Erfolge

### Weltcup
- 1 Platzierung unter den besten 20

### Europacup
- Saison 2013/14: 2. Riesenslalomwertung
- 5 Podestplätze, davon 1 Sieg:

| Datum         | Ort    | Land    | Disziplin    |
| ------------- | ------ | ------- | ------------ |
| 14. März 2014 | Soldeu | Andorra | Riesenslalom |

### Juniorenweltmeisterschaften
- Roccaraso 2012: 2. Mannschaftswettbewerb, 33. Super-G

### Weitere Erfolge
- 1 italienischer Juniorenmeistertitel (Slalom 2013)
- 2 Siege bei FIS-Rennen